# Nino Haratischwili
Nino Haratischwili, in georgiano ნინო ხარატიშვილი? (Tbilisi, 8 giugno 1983), è una scrittrice e drammaturga georgiana.

## Biografia
Nata a Tbilisi nel 1983, vive e lavora ad Amburgo.
Direttrice dal 1998 al 2003 del gruppo teatrale tedesco-georgiano "Fliedertheater", dal 2000 al 2003 ha studiato regia alla State School for Film and Theatre di Tbilisi e dal 2003 al 2007 all'Accademia teatrale di Amburgo.
In seguito ha diretto numerose rappresentazioni teatrali in Germania e nel 2010 ha esordito nella narrativa con il romanzo Juja.
Vincitrice, tra gli altri, del Premio Adelbert von Chamisso nel 2010, scrive fluentemente nella lingua madre e in tedesco.

## Opere (parziale)
- Der Cousin und Bekina (2001)
- Georgia/Liv Stein. Zwei Stücke (2009)
- Juja (2010)
- Il mio dolce gemello (Mein sanfter Zwilling, 2011), Milano, Mondadori, 2013 traduzione di Matteo Galli ISBN 978-88-04-62445-5.
- Zorn/Radio Universe (2011)
- L'ottava vita (per Brilka) (Das achte Leben (Für Brilka), 2014), Venezia, Marsilio, 2020 traduzione di Giovanna Agabio ISBN 978-88-297-0506-1.
- Kokoro (2015)
- Herbst der Untertanen (2015)
- Die Katze und der General (2018)
- La luce che manca (Das mangelnde Licht, 2022), Venezia, Marsilio, 2023 traduzione di Fabio Cremonesi ISBN 978-88-297-1548-0.

## Premi e riconoscimenti
- Premio Adelbert von Chamisso: 2010
- Kranichsteiner Literaturpreis: 2011
- Premio Anna Seghers: 2015
- Schiller-Gedächtnispreis: 2019
- Premio Internazionale Bottari Lattes Grinzane: 2024[8]